# Spliti megállapodás
A spliti megállapodás, vagy spliti nyilatkozat (szerbhorvátul: Splitski sporazum, vagy Splitska deklaracija) egy kölcsönös védelmi megállapodás volt Horvátország, a Bosznia-Hercegovinai Köztársaság és a Bosznia-Hercegovinai Föderáció között, amelyet a horvátországi Splitben írtak alá 1995. július 22-én. Ebben felszólították a horvát hadsereget (HV), hogy katonailag avatkozzon be Bosznia-Hercegovinában, elsősorban Bihács ostromának enyhítése céljából. A részét képező felosztási megállapodás fordulópont volt a boszniai háborúban, valamint fontos tényező a horvátországi háború szempontjából is. Ez az egyezmény vezetett a HV nagyszabású bevetéséhez Bosznia-Hercegovinában, mely a Nyár ’95 hadműveletben stratégiai pozíciókat foglalt el. Ennek következtében vált lehetővé Kninnek, a Krajinai Szerb Köztársaság (RSK) fővárosának gyors elfoglalása, majd nem sokkal ezután, a Vihar hadművelet során Bihács ostromának megszüntetése. Az ezt követő bosznia-hercegovinai HV-offenzívák, amelyeket a Bosznia-Hercegovinai Köztársaság hadserege (ARBiH) és a Horvát Védelmi Tanács (HVO), valamint a NATO bosznia-hercegovinai légi hadjárata is támogatott, megváltoztatta a katonai egyensúlyt a boszniai háborúban, hozzájárulva a béketárgyalások megkezdéséhez, ami a daytoni békeszerződéshez vezetett.

## Előzmények
Bihács ostroma 1994 novemberében, amikor a Boszniai Szerb Köztársaság (VRS) hadserege és a Krajinai Szerb Köztársaság (RSK) hadserege közel került a boszniai város elfoglalásához, kritikus szakaszba lépett. Bihács egyike volt az ENSZ által kijelölt „biztonsági övezeteknek”, amelyet a Bosznia-Hercegovinai Köztársaság Hadseregének (ARBiH) 5. hadteste tartott ellenőrzése alatt, amelyet a Horvát Védelmi Tanács (HVO), a boszniai horvátok fő katonai ereje is támogatott. Úgy gondolták, hogy Bihács szerb erők általi elfoglalása tovább eszkalálja a háborút, és tovább súlyosbítja az Amerikai Egyesült Államok, Franciaország és az Egyesült Királyság, valamint a terület megőrzésének különböző megközelítéseit hirdető európai hatalmak közötti szakadást. Emellett félő volt, hogy Bihács elhúzódó ostroma és szerbek általi elfoglalása a háború legsúlyosabb humanitárius katasztrófáját idézi elő. További szempont volt Bihácsnak az RSK-tól, illetve a Boszniai Szerb Köztársaságtól való megvédése, mely stratégiailag volt fontos Horvátország számára, amely éppen függetlenségi háborúját vívta az RSK ellen. A horvát vezérkari főnök, Janko Bobetko úgy vélte, hogy Bihács esetleges eleste Horvátország háborús erőfeszítéseinek végét jelentheti. Úgy ítélték meg, hogy ha a területet szerb erők foglalnák el, az lehetővé tenné a szerb erők által birtokolt terület megszilárdítását Horvátországban és Bosznia-Hercegovinában, valamint az RSK és VRS csapatok átcsoportosítását más területek megerősítésére.
A horvát és az amerikai kormány, valamint katonai tisztségviselők 1994. november 29-i találkozóján a horvát képviselők a Bihácsot ostromló erők egy részének az ostromtól való elvonása és a város bevételének megelőzése érdekében a bosznia-hercegovinai Livno felől javasoltak támadást a szerbek által birtokolt terület ellen. Mivel az Egyesült Államok katonai tisztségviselői nem válaszoltak a javaslatra, még aznap elrendelték a Tél ’94 hadműveletet. A támadás amellett, hogy hozzájárult Bihács védelméhez, a HV és a HVO által birtokolt pozíciókat is közelebb vitte az RSK számára létfontosságú ellátási útvonalakhoz.
A találkozó egyike volt annak a tárgyalássorozatnak, amelyet az 1994. márciusi washingtoni egyezményt követően Zágrábban és Washingtonban tartottak. A megállapodás véget vetett a horvát-bosnyák háborúnak, újra szövetséget hozott létre az ARBiH és a HVO között a VRS ellen, és a Military Professional Resources Incorporated (MPRI) szervezet által Horvátországot amerikai katonai tanácsadókkal látta el. Az MPRI-t azért vették be a végrehajtásba, mert az ENSZ fegyverembargója még mindig érvényben volt, látszólag azért, hogy felkészítse a HV-t a NATO Békepartnerségi programjában való részvételre. A szervezet 1995 januárja és áprilisa között 14 héten át képezte a HV tiszteket és személyi állományt. Azt is feltételezték, hogy az MPRI doktrinális tanácsokat adott, valamint hadműveleti tervezést és az Egyesült Államok kormányának műholdas információit is biztosította Horvátországnak. Az MPRI és a horvát tisztviselők azonban elutasították erre vonatkozó találgatásokat.  1994 novemberében az Egyesült Államok egyoldalúan megszüntette a Bosznia-Hercegovina elleni fegyverembargót, ami gyakorlatilag lehetővé tette a HV számára, hogy Horvátországon keresztül beérkező fegyverszállítmányokkal elláthassa magát. Az Egyesült Államok részvétele Bill Clinton elnök által 1993 februárjában elfogadott új katonai stratégiát tükrözte. 

## A horvát beavatkozás kérése
Július 17-én az RSK és a VRS katonái a Pók hadművelet során elért eredmények kiterjesztésével új erőfeszítésbe kezdtek Bihács elfoglalására. A Kard '95 kódnevű hadművelet célja Cazin elfoglalása volt, mely az ARBiH/HVO által irányított ún. „Bihácsi zseb” közepén, egy fontos közlekedési csomópontban feküdt. A támadás élén az RSK különleges hadteste állt, melyet a Nyugat-Boszniai Autonóm Tartomány (APWB) „Pauk” (Pók) hadműveleti csoportja támogatott – akik 1993 óta voltak az RSK szövetségesei, és az RSK északnyugati része felől nyomultak előre. Északkeletről a 39. Banija hadtest, délkeletről pedig a VRS 2. Krajina hadteste támadott. A szerb egységek erőfeszítését a Jugoszláv Néphadsereg mintegy 500 főnyi különleges alakulata és Željko Ražnatović (Arkan) Szerb Önkéntes Gárdája is támogatta. A szerb haderő összesen mintegy 19 000 támadó, illetve a szektort tartó katonával rendelkezett, amelyek az ARBiH 5. hadteste ellen vonultak fel. Július 21-re az RSK csapatainak sikerült egy 7 kilométeres áttörést elérniük, de nem sikerült elvágniuk a Bihács–Cazin utat. Az RSK és az APWB csapatainak négy nappal későbbi újabb előretörése Cazin 5 kilométeres közelségébe juttatta a szerb erőket, és olyan kedvező pozícióba helyezte őket, ahonnan július 26-ig lecsaphattak a csatatér több kulcsfontosságú hágójára és domináns pontjára. Az ARBiH 5. hadteste sürgős külső segítségre szorulva kritikus védelmi helyzetben maradt.
Ahogy a Bihács körüli helyzet romlott az ARBiH számára, a Bosznia-Hercegovinai Köztársaság kormánya felismerte, hogy nem tudja egyedül tartani a területet, és katonai beavatkozást kért Horvátországtól. Az ARBiH vezérkari főnöke, Rasim Delić július 20-án a HV-hez és a HVO-hoz fordult, hogy segítsék az ARBiH 5. hadtestét, és HV támadásokat javasolt Bosansko Grahovo, Knin és Vojnić felé. Kérését Süleyman Demirel török elnök támogatta, amikor másnap a Brioni-szigeteken találkozott Franjo Tuđman horvát elnökkel.
Ennek eredményeként Tuđman és a Bosznia-Hercegovinai Köztársaság elnöke, Alija Izetbegović július 22-én Splitben aláírta a split megállapodást – egy kölcsönös védelmi megállapodást –, amely lehetővé tette a HV erőinek nagyszabású támadását Bosznia és Hercegovina területén. A megállapodást Tuđman és Izetbegović mellett a Bosznia-Hercegovinai Föderáció elnöke, Krešimir Zubak, valamint Bosznia-Hercegovina miniszterelnöke, Haris Silajdžić írta alá. A Demirel közvetítette megállapodás konkrétan kimondta, hogy Horvátország sürgős katonai segítséget ad, különösen Bihács térségében, és a megállapodás részesei összehangolják katonai tevékenységeiket. A spliti megállapodás vagy más néven a spliti nyilatkozat teljes címe: „Nyilatkozat a washingtoni megállapodás végrehajtásáról, a szerb agresszió elleni közös védekezésről és a washingtoni nemzetközi közösség erőfeszítéseinek megfelelő politikai megoldás eléréséről”. Az aláírási ceremónián jelen volt Peter Galbraith, az Egyesült Államok horvátországi nagykövete és az Európai Unió képviseletében egy német nagykövet is.

## Következmények

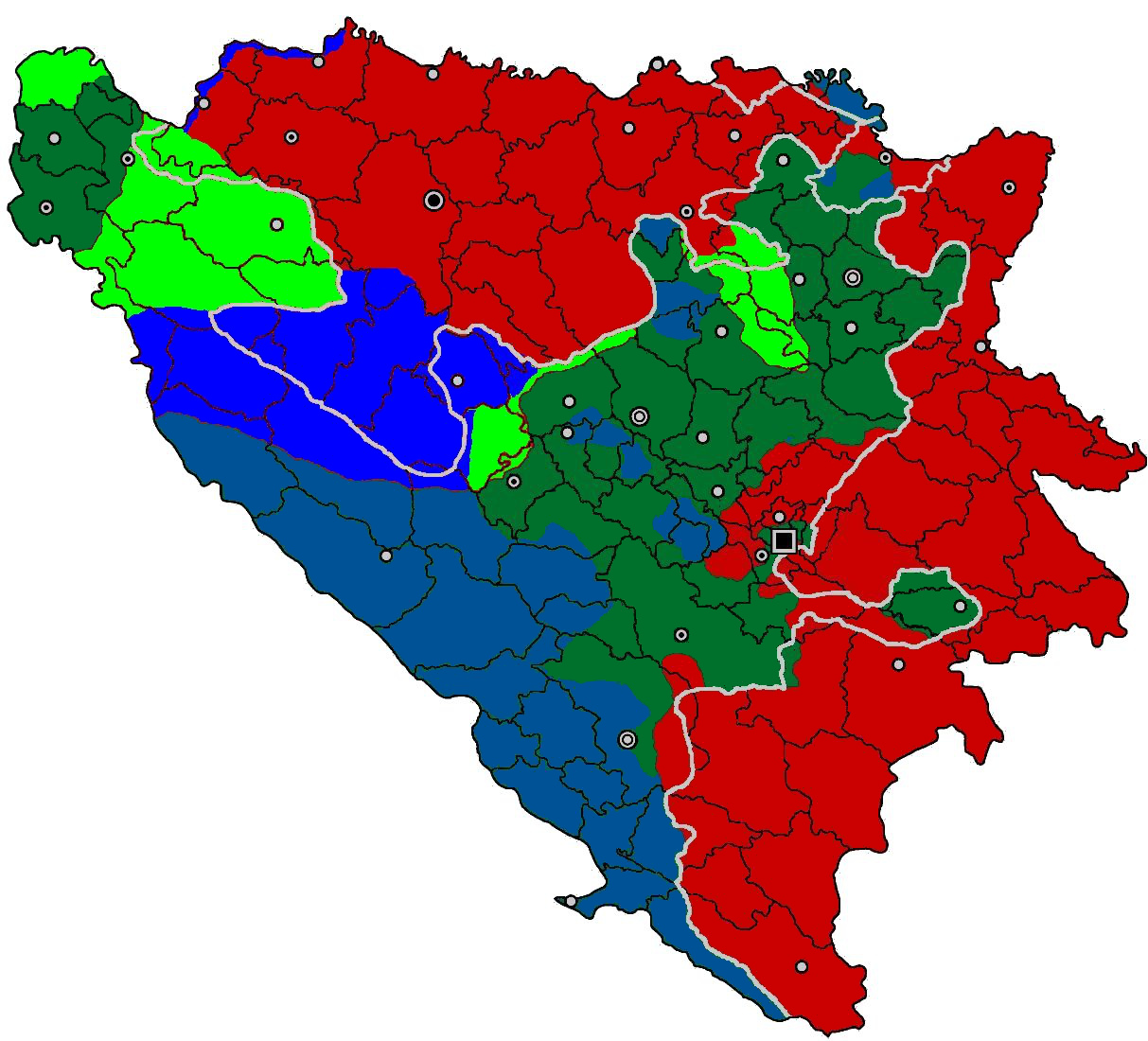
HV/HVO területnyeresége 1995-ben
ARBiH területnyeresége 1995-ben

A megállapodás lehetőséget biztosított a HV-nek, hogy a Livnói mezőről való előretöréssel kiterjessze az 1994-es Tél hadműveletből származó területi nyereségét. A lépéstől azt várták, hogy enyhítse a Bihácsot védő ARBiH 5. hadtestre nehezedő nyomást, miközben kedvezőbb helyzetbe hozza a HV-t, hogy lecsapjon Kninre, az RSK fővárosára. A HV és a HVO a Nyár '95 hadművelet során gyorsan reagált. Az Ante Gotovina tábornok által irányított offenzívának július 28–29-én sikerült elfoglalnia Bosansko Grahovót és Glamočot. A támadás néhány RSK egységet elvitt Bihácstól, de nem annyit, mint amennyire a hadművelet kezdetén számítottak. Mindazonáltal az offenzíva kiváló helyzetbe hozta a HV-t, mivel elszigetelte Knint a Boszniai Szerb Köztársaságtól és Jugoszláviától, valamint Bosansko Grahovo és Glamoč elfoglalásához vezetett, amelyek a kettő közötti egyetlen közvetlen útvonal mentén feküdtek.
A Nyár '95 hadművelet korlátozott hatókörétől függetlenül a spliti megállapodás az általános stratégiai helyzet megváltoztatásának alapvető eszközzé vált Bosznia-Hercegovinában, ahol a boszniai szerbek a boszniai háború kezdete óta túlerőben voltak, valamint Horvátországban is, ahol a frontvonalak az 1992-es szarajevói fegyverszünet óta nagyrészt statikusak voltak. A Nyár '95 hadművelet befejeztével az RSK és a Boszniai Szerb Köztársaság megváltoztatta fő célját, és a Bihácsi zseb szétzúzása helyett egy lehetséges horvát offenzíva, és Knin elfoglalásának (a nemrég megszerzett Bosznia-Hercegovina területekről előrenyomulva) elhárítására összpontosított. Az RSK vezetői, Milan Martić és Mile Mrkšić megegyeztek az ENSZ különleges képviselőjével, Jaszusi Akasival, hogy július 30-án kivonulnak Bihács térségéből remélve, hogy a lépés hozzájárul a horvát támadás elhárításához. A támadás napokkal később a Vihar hadművelet keretében valósult meg, amely a HV döntő győzelmét eredményezte a horvátországi háborúban.
A Vihar hadművelet sikere egyben stratégiai győzelmet is jelentett a boszniai háborúban, mivel feloldotta Bihács ostromát, és lehetővé tette a horvát és bosnyák vezetés számára, hogy a spliti megállapodással összhangban teljes körű katonai beavatkozást tervezzenek a VRS által birtokolt Banja Luka térségében, melynek célja új erőegyensúly megteremtése volt Bosznia-Hercegovinában, egy ütközőzóna kialakítása a horvát határ mentén, és hozzájárulás a háború megoldásához. 1995 szeptemberében a beavatkozás Misztrál–2 hadműveletként valósult meg, amelyet a NATO bosznia-hercegovinai légi hadjáratával kombinált ARBiH-offenzíva, a Sana hadművelet támogatott. Az offenzívák feltörték a VRS védelmét, és nagy területeket foglaltak el. A bravúr megismétlődött az októberben végrehajtott Déli Mozdulat hadműveletben, amely Banja Lukától 25 kilométeres körzeten belül haladt előre, és hozzájárult a béketárgyalások megkezdéséhez, amelyek hamarosan a daytoni békeszerződést eredményezték. A spliti megállapodás összességében döntő szerepet játszott a VRS boszniai háborúban való vereségében.

## Fordítás
- Ez a szócikk részben vagy egészben  a   Split Agreement című angol Wikipédia-szócikk ezen változatának fordításán alapul.  Az eredeti cikk szerkesztőit annak laptörténete sorolja fel. Ez a jelzés csupán a megfogalmazás eredetét és a szerzői jogokat jelzi, nem szolgál a cikkben szereplő információk forrásmegjelöléseként.